# 9e cérémonie des Women Film Critics Circle Awards
La 9e cérémonie des Women Film Critics Circle Awards (WFCC Awards), décernés par le Women Film Critics Circle, a eu lieu le 1er janvier 2013 et a récompensé les films célébrant la cause des femmes réalisés en 2012.

## Palmarès
- Meilleur film à propos des femmes : Royal Affair
- Meilleur film réalisé par une femme : Zero Dark Thirty
- Meilleur acteur : Daniel Day-Lewis pour Lincoln
- Meilleure actrice : Anne Hathaway pour Les Misérables
- Meilleure jeune actrice : Quvenzhané Wallis pour Les Bêtes du sud sauvage
- Meilleure actrice de comédie : Maggie Smith pour Indian Palace
- Meilleure scénariste : Julie Delpy pour Two Days in New York
- Meilleur film étranger réalisé par une femme ou à propos des femmes : Et maintenant, on va où ?
- Meilleure image de la femme : Zero Dark Thirty
- Meilleure image de l'homme : Lincoln
- Pire image de la femme : Killer Joe et Think Like a Man
- Pire image de l'homme : Killer Joe
- Meilleur film réalisé théâtralement fait par une femme ou à propos des femmes : Hemingway and Gellhorn
- Meilleure égalité des sexes : Zero Dark Thirty
- Meilleur film d'animation féminin : Rebelle
- Meilleur film familial : L'Odyssée de Pi et Les Cinq Légendes
- Meilleur documentaire fait par une femme ou à propos des femmes : The Queen of Versailles
- Meilleur travail féminin : Indian Palace
- Meilleur couple à l'écran : Bill Murray et Frances McDormand dans Moonrise Kingdom

### Récompenses spéciales
- Lifetime Achivement Award : Barbra Streisand
- Acting and Activism Award : Sally Field
- Adrienne Shelly Award pour un film qui dénonce le plus passionnément la violence faite aux femmes : Compliance et The Invisible War
- Joséphine Baker Award pour le meilleur hommage à une femme de couleur aux États-Unis : Middle of Nowhere
- Karen Morley Award pour le meilleur hommage fait à une femme dans l'histoire ou la société et sa courageuse quête d'identité : Royal Affair
- Courage in Acting pour une actrice qui incarne des rôles non conventionnels qui redéfinissent radicalement l'image de la femme au cinéma : Helen Hunt pour The Sessions
- The Invisible Woman Award pour une actrice dont l'exceptionnelle performance et son impact ont été ignorés : Helen Mirren pour Hitchcock
- WFCC Award de la pire honte : Bachelorette, Ici-bas et Skyfall
- WFCC Award de la pire mère de l'année : Helena Bonham Carter pour Les Misérables